# Atletisme als Jocs Olímpics d'Estiu de 1912 - llançament de javelina a dues mans masculí

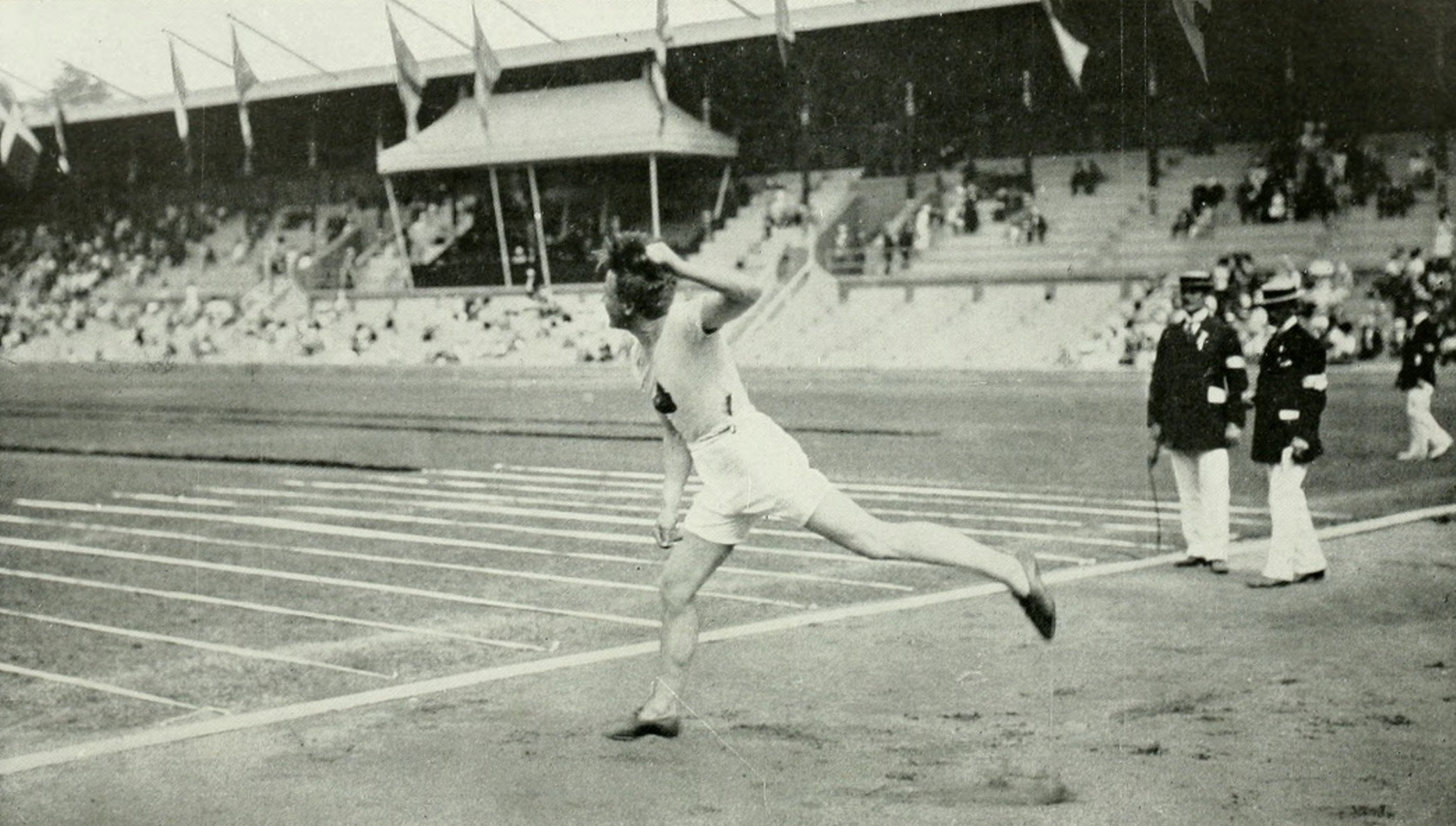
Imatge de Julius Saaristo, guanyador de la medalla d'or.

El llançament de javelina a dues mans masculí va ser una de les proves del programa d'atletisme disputades durant els Jocs Olímpics d'Estocolm de 1912. Aquesta va ser la primera i única vegada que es disputava aquesta competició en uns Jocs Olímpics.
El format de la prova era que cada llançador tirava el disc tres vegades amb la seva mà dreta i tres vegades amb la mà esquerra. La millor distància amb cada mà se sumaven per donar un total. Els tres finalistes van rebre la possibilitat d'efectuar tres llançaments més amb cada mà. La competició es va disputar el dimarts 9 de juliol i hi van prendre part 14 atletes de 4 nacions diferents.

## Medallistes
| Or                    | Plata                  | Bronze              |
| Julius Saaristo (FIN) | Väinö Siikaniemi (FIN) | Urho Peltonen (FIN) |

## Resultats
Saaristo, que havia guanyat la medalla de plata en la competició a una mà, guanyà la prova a dues mans, liderant el trio de finlandesos que dominà el medaller. Quan els tres finlandesos havien de fer els tres llançaments de millora van decidir que ja els estava bé el resultat i que no volien continuar llançant.
| Pos.  | Atleta                 | Ronda preliminar | Ronda preliminar | Ronda preliminar | Ronda preliminar | Ronda preliminar | Final    | Final    | Final    | Millor marca total |  |
| Pos.  | Atleta                 | 1                | 2                | 3                | Total            | Pos.             | 4        | 5        | 6        | Millor marca total |  |
| ----- | ---------------------- | ---------------- | ---------------- | ---------------- | ---------------- | ---------------- | -------- | -------- | -------- | ------------------ |  |
|       | Julius Saaristo (FIN)  | 57.64            | 59.88            | 61.00            | 109.42           | 1r               | Not held | Not held | Not held | 109.42             |  |
| —     | Julius Saaristo (FIN)  | —                | 48.42            |                  | 109.42           | 1r               | Not held | Not held | Not held | 109.42             |  |
|       | Väinö Siikaniemi (FIN) | 54.09            | —                | —                | 101.13           | 2n               | Not held | Not held | Not held | 101.13             |  |
| 43.76 | Väinö Siikaniemi (FIN) | 45.09            | 47.04            |                  | 101.13           | 2n               | Not held | Not held | Not held | 101.13             |  |
|       | Urho Peltonen (FIN)    | —                | 53.22            | 53.58            | 100.24           | 3r               | Not held | Not held | Not held | 100.24             |  |
| 46.30 | Urho Peltonen (FIN)    | 46.63            | 46.66            |                  | 100.24           | 3r               | Not held | Not held | Not held | 100.24             |  |
|       |                        |                  |                  |                  |                  |                  |          |          |          |                    |  |
| 4     | Eric Lemming (SWE)     | 52.23            | 58.33            | —                | 98.59            | 4t               |          |          |          | 98.59              |  |
| 4     | Eric Lemming (SWE)     | 35.78            | 40.26            | —                | 98.59            | 4t               |          |          |          | 98.59              |  |
| 5     | Arne Halse (NOR)       | 52.05            | 55.05            | —                | 96.92            | 5è               | 96.92    |          |          |                    |  |
| 5     | Arne Halse (NOR)       | 41.48            | —                | 41.87            | 96.92            | 5è               | 96.92    |          |          |                    |  |
| 6     | Richard Åbrink (SWE)   | 48.78            | 50.04            | —                | 93.12            | 6è               | 93.12    |          |          |                    |  |
| 6     | Richard Åbrink (SWE)   | 41.71            | 43.08            | —                | 93.12            | 6è               | 93.12    |          |          |                    |  |
| 7     | Daniel Johansen (NOR)  | 48.38            | —                | 48.78            | 92.82            | 7è               | 92.82    |          |          |                    |  |
| 7     | Daniel Johansen (NOR)  | 40.99            | 43.19            | 44.04            | 92.82            | 7è               | 92.82    |          |          |                    |  |
| 8     | Otto Nilsson (SWE)     | 48.24            | 50.21            | —                | 88.90            | 8è               | 88.90    |          |          |                    |  |
| 8     | Otto Nilsson (SWE)     | 38.69            | —                | —                | 88.90            | 8è               | 88.90    |          |          |                    |  |
| 9     | Juho Halme (FIN)       | —                | 52.76            | 54.90            | 88.54            | 9è               | 88.54    |          |          |                    |  |
| 9     | Juho Halme (FIN)       | 33.64            | —                | —                | 88.54            | 9è               | 88.54    |          |          |                    |  |
| 10    | Arvid Ohrling (SWE)    | 46.51            | —                | —                | 87.17            | 10è              | 87.17    |          |          |                    |  |
| 10    | Arvid Ohrling (SWE)    | 40.66            | —                | —                | 87.17            | 10è              | 87.17    |          |          |                    |  |
| 11    | Sten Hagander (SWE)    | 42.58            | 46.39            | —                | 86.80            | 11è              | 86.80    |          |          |                    |  |
| 11    | Sten Hagander (SWE)    | 37.68            | 40.41            | —                | 86.80            | 11è              | 86.80    |          |          |                    |  |
| 12    | Mór Kóczán (HUN)       | 55.74            | —                | —                | 86.39            | 12è              | 66.69    |          |          |                    |  |
| 12    | Mór Kóczán (HUN)       | 29.23            | 30.65            | —                | 86.39            | 12è              | 66.69    |          |          |                    |  |
| 13    | Anders Krigsman (SWE)  | 43.78            | 46.85            | —                | 85.80            | 13è              | 85.80    |          |          |                    |  |
| 13    | Anders Krigsman (SWE)  | 36.09            | 38.95            | —                | 85.80            | 13è              | 85.80    |          |          |                    |  |
| 14    | Karl Sonne (SWE)       | —                | 49.48            | —                | 84.96            | 14è              | 84.96    |          |          |                    |  |
| 14    | Karl Sonne (SWE)       | 33.52            | 36.00            | 36.48            | 84.96            | 14è              | 84.96    |          |          |                    |  |